# Foxy Lady
För Chers album med samma namn, se Foxy Lady (musikalbum).
Foxy Lady även Foxey Lady är en låt av Jimi Hendrix från hans album Are You Experienced?, utgivet 1967 och framställd som höjdpunkten på skivan. Låten kan också bli hittad på några av hans samlingsalbum Smash Hits (1968/1969) och Experience Hendrix: The Best of Jimi Hendrix (1997). Låtens titel är ofta stavad "Foxy lady", men det är inkorrekt; fast, den här låten är offentligt och bland fans känd under namnet "Foxey Lady" med e. Men på baksidan av albumet så stavas "Foxy Lady" utan e.
"Foxey" är egentligen ett gammalt engelskt ord för illaluktande eller stinkande. Men ingen klarhet har kommit fram om det riktiga är "Foxy" eller "Foxey Lady".
Sången är mest känd för sitt återkommande och upprepade gitarriff och solo.
Kathy Etchingham, Jimis dåvarande flickvän, har sagt att hon var en av de stora inspirationerna för "Foxy Lady".